# Gary W. Cox
Gary Walter Cox (* 1955) ist ein US-amerikanischer Politikwissenschaftler. Seine Forschungsschwerpunkte liegen bei Gesetzgebungsprozessen und Wahlen.

## Werdegang
Cox studierte am California Institute of Technology Geschichte und Sozialwissenschaften. 1982 erhielt er den Ph.D. mit seiner Dissertation Party and Constituency in Victorian Britain bei Bruce E. Cain und J. Morgan Kousser. Nach Stationen als Juniorprofessor und später als Associate Professor an der University of Texas at Austin und der Washington University in St. Louis kam Cox 1987 als Associate Professor an das Department für Politikwissenschaft an der University of California, San Diego. Dort erhielt er 1990 eine Professur. Von 2004 bis 2008 war er Dekan des Departments. 2010 wechselte Cox an das Department für Politikwissenschaft der Stanford University, wo er seitdem tätig ist.
Gary Cox wurde 1995 mit dem Guggenheim-Stipendium ausgezeichnet und ist seit 1996 Mitglied der American Academy of Arts and Sciences sowie seit 2005 der National Academy of Sciences. Von 2005 bis 2007 war er zudem Vizepräsident der American Political Science Association.

## Werke (Auswahl)
- The Efficient Secret: The Cabinet and the Development of Political Parties in Victorian England. Cambridge University Press, Cambridge 1987.
- mit Mathew D. McCubbins: Legislative Leviathan: Party Government in the House. University of California Press, Berkeley 1993. [2007 in 2. Auflage erschienen]
- Making Votes Count: Strategic Coordination in the World’s Electoral Systems. Cambridge University Press, Cambridge 1997.
- mit Jonathan N. Katz: Elbridge Gerry’s Salamander: The Electoral Consequences of the Reapportionment Revolution. Cambridge University Press, Cambridge 2002.
- mit Mathew D. McCubbins: Setting the Agenda: Responsible Party Government in the U.S. House of Representatives. Cambridge University Press, Cambridge 2005.
- Marketing Sovereign Promises:  Monopoly Brokerage and the Growth of the English State. Cambridge University Press, Cambridge 2016.